# Desembocadura

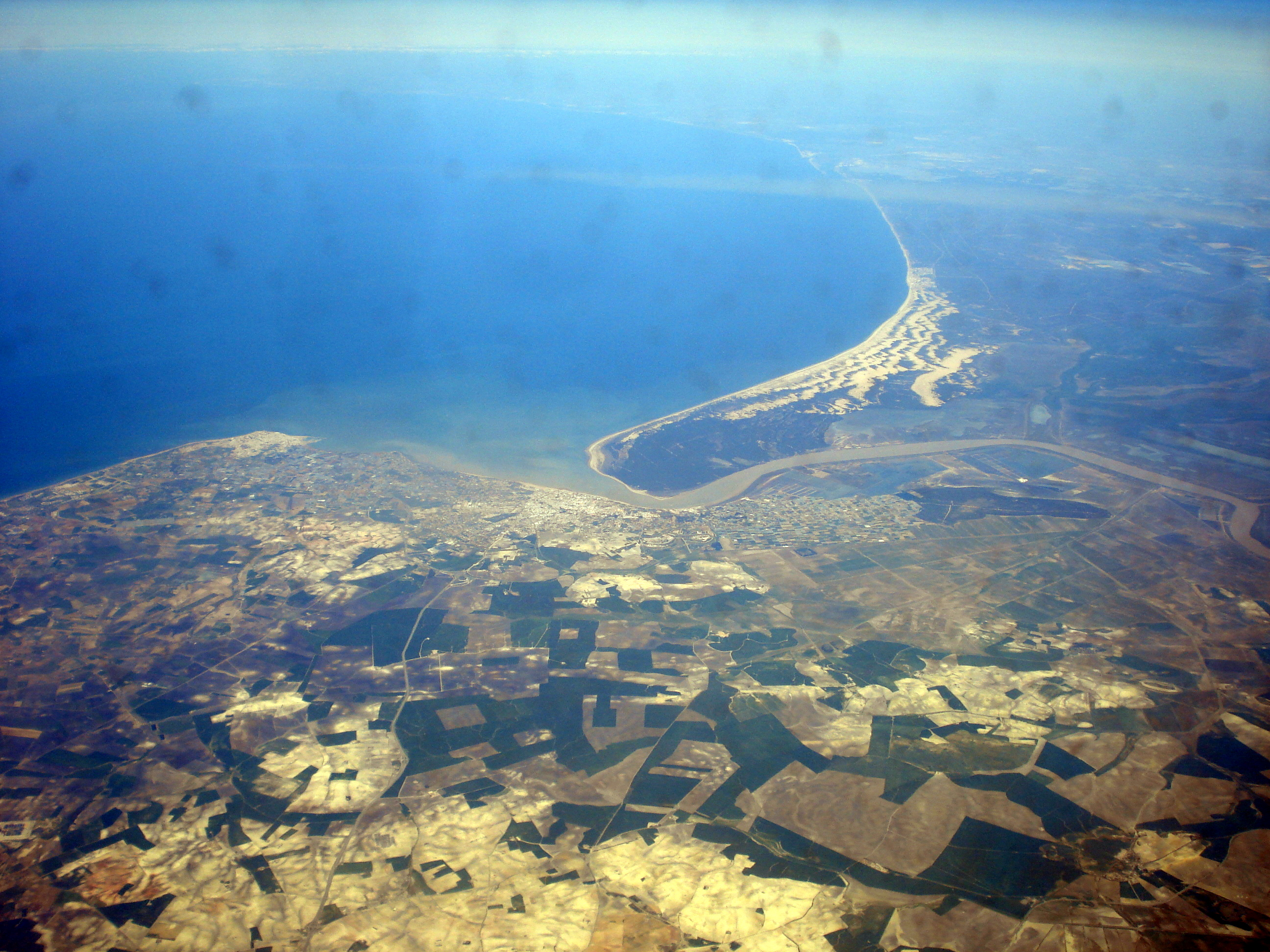
Fotografia aèria mostrant la desembocadura del Guadalquivir al costat de Sanlúcar de Barrameda

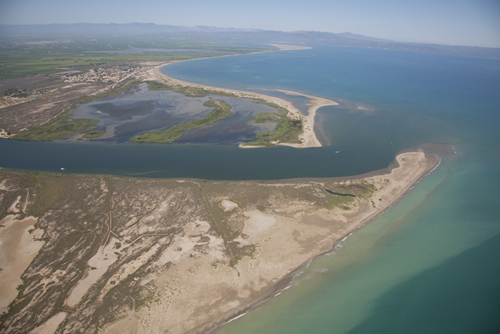
Fotografia aèria de l'Ebre al seu tram final desembocant a la mar Mediterrània pel delta de l'Ebre, i més precisament a la Gola Nord de les Goles de l'Ebre.

La desembocadura, que a vegades rep el nom de gola (als rius Ebre, Ter, etc) i a d'altres sòl de riu (riu de la Sénia), és el punt més baix d'un riu, bé sigui abocant al mar, a un llac o a un altre corrent d'aigua de la qual és afluent. Les desembocadures són generalment llocs d'alta diversitat biològica, especialment quan aboquen al mar, per tractar-se del lloc on l'aigua dolça i la salada es combinen per formar gradients d'aigües més o menys salobres, i on els nutrients i sediments transportats pel riu es dilueixen i precipiten. Una desembocadura sovint es prolonga sota l'aigua mitjançant una zona de sedimentació o mitjançant un canyó submarí. En contacte amb el mar poden formar estuaris, deltes, ries, fiords, i graus, aquests últims associats a llacunes litorals o albuferes.